# Список умерших в 656 году

## Февраль
- 1 февраля — Сигиберт III — король Австразии из династии Меровингов (632—656), святой Римско-Католической церкви.

## Июнь
- 17 июня — Усман ибн Аффан — арабский государственный и политический деятель, один из ближайших сподвижников Мухаммада, третий праведный халиф (644—656).

## Октябрь
- 30 октября — Гундоин, первый известный из исторических источников герцог Эльзаса.

## Декабрь
- 4 декабря — Аз-Зубайр ибн аль-Аввам — двоюродный брат пророка Мухаммеда (сын тети пророка Сафии) и халифа Али, а также племянник Хадиджи.

## Дата смерти неизвестна или требует уточнения
- Абдуллах ибн Сад — сподвижник пророка Мухаммеда, государственный и военный деятель Арабского халифата.
- Кеннох — святой игумен из Лимокевога.
- Кинддилан — правитель Пенгверна (620—656).
- Крундмаэл Эрбуйлк — король Уи Хеннселайг (Южного Лейнстера) (647—656) и всего Лейнстера (до 656).
- Мохоемок — ирландский святой, игумен.
- Педа — король Мерсии (655—656).
- Тальха ибн Убайдуллах — один из первых мусульман и ближайших сподвижников пророка Мухаммада.
- Хузайфа ибн аль-Яман — один из сподвижников пророка Мухаммеда.